# Het liegend konijn
Het liegend konijn (HLK) is een Vlaams literair tijdschrift dat tweemaal per jaar verschijnt. De ondertitel luidt: "Tijdschrift voor hedendaagse Nederlandstalige poëzie".

## Historiek
Het eerste nummer van Het liegend konijn verscheen in april 2003. Het tijdschrift werd opgericht door Jozef Deleu die als enige de redactie voert. Het werd van 2003-2015  uitgegeven door uitgeverij Van Halewyck te Leuven en Meulenhoff te Amsterdam. Nadat in 2015 Pelckmans Uitgevers de uitgeverij Van Halewyck had overgenomen, vond Het Liegend Konijn van 2016-2020 zijn leger bij uitgeverij Polis te Antwerpen en sinds 2021 verschijnt het bij uitgeverij Pelckmans. Het tijdschrift verschijnt in een oplage van 1500 à 2000 exemplaren.

## Inhoud
Zoals de ondertitel aangeeft, poogt het tijdschrift een staalkaart te bieden van de moderne poëzie in het Nederlandse taalgebied. Het liegend konijn brengt uitsluitend nieuwe, niet eerder gepubliceerde gedichten. Behalve een korte redactionele inleiding in elk nummer bevat het tijdschrift geen proza, essayistisch werk of theoretische beschouwingen. Daarmee verschilt het van andere tijdschriften zoals de Poëziekrant of Awater.
In oktober 2005 verscheen een eerste themanummer onder de titel 'Hiernamaals'. In januari 2007 werd een lijvig lustrumnummer uitgebracht (431 bladzijden) waaraan 85 Vlaamse, Nederlandse en Surinaamse dichters 365 gedichten bijdroegen over het thema van de veranderlijkheid ('Veranderlijk').

## Naam
Bij een bijeenkomst in een restaurant van verschillende professoren Nederlands in Boedapest werd de aanwezigen gevraagd verhalen te vertellen.
Opeens riep Jozef Deleu "jullie liegen allemaal als konijnen". En later besloot hij dat wanneer hij ooit een tijdschrift zou maken het de naam "Het Liegend Konijn" zou krijgen. En zo geschiedde. Op de achterflap van elk nummer staat een prozatekst van Paul van Ostaijens Diergaarde voor kinderen van nu dat aanvangt met de zin "Lang heeft het konijn de lach gezocht". Deze tekst heeft Jozef Deleu pas later ontdekt en ligt dus niet aan de basis van de titel.

## Debuutprijs Het Liegend Konijn
In 2004 richtten de Vlaamse en Nederlandse regeringen samen het Vlaams-Nederlands Huis deBuren op als culturele organisatie vanuit hartje Brussel.
In 2007 startte men de Debuutprijs Het Liegend Konijn in het kader van de missie van deBuren om de cultuur van de Lage Landen uit te dragen in Europa. Ze bieden de debutant de kans om met zijn of haar werk internationale paden te verkennen en betekenen voor de Nederlandstalige poëzie een extra promotie in het buitenland.
De tweejaarlijkse prijs bestaat uit de vertaling van de winnende bundel in de talen van de geografische buren, het Frans, het Engels en het Duits. De vertaling van één gedicht uit de winnende debuutbundel wordt in de drieëntwintig officiële talen van de Europese Unie door deBuren in een bundel gepubliceerd.. De laureaat ontvangt daarnaast een geldprijs van € 2.500 en in Het Liegend Konijn zal een reeks nieuwe gedichten worden gepubliceerd en er wordt een literaire avond georganiseerd waarin het werk van de laureaat centraal staat.
Winnaars:
- 2007 Ester Naomi Perquin voor haar bundel Servetten halfstok.
- 2009 Ruth Lasters voor haar bundel Vouwplannen.
- 2011 Lieke Marsman voor haar bundel Wat ik mijzelf graag voorhoud.
- 2013 Bernke Klein Zandvoort voor haar bundel Uitzicht is een afstand die zich omkeert.
- 2015 Hannah van Wieringen voor haar bundel Hier kijken we naar.